# La noche viene movida
 La noche viene movida  es una película de Argentina filmada en Eastmancolor dirigida por Gerardo Sofovich sobre su propio guion que se estrenó el 17 de enero de 1980 y que tuvo como actores principales a Javier Portales, Ethel Rojo, Tristán, Nadiuska y Susana Traverso. El director de fotografía fue el futuro director de cine Aníbal Di Salvo.

## Sinopsis
Un pícaro empresario muy afín a las mujeres recibe la visita de su sobrina del interior del país, y cuando se aprestaba a llevarla a pasear por Buenos Aires inesperadamente sus planes se complican y le pide ayuda a su chofer. Paralelamente un tímido hombre quien está a punto de casarse decide salir a divertirse en una de sus últimas noches de soltero. Cuando todos estos personajes se crucen accidentalmente comenzará una serie de enredos que harán de esta noche una sucesión de disparatadas situaciones

## Reparto
Participaron en el filme los siguientes intérpretes:
- Javier Portales... Walberto Pomponio
- Ethel Rojo ... Sonia Dubois
- Tristán ... Burruchaga
- Nadiuska ... Meisy
- Susana Traverso ... Marité
- Mario Sapag ... Alfonso
- César Bertrand ... Ramón Zapiola
- Romualdo Quiroga ... Hombre que destroza el auto
- Norma Pons ... Filomena
- Rolo Puente ... Bermúdez
- Silvia Folgar ... Pupy Ganzábal
- Elvia Andreoli ... Patricia  (secretaria de Pomponio)
- Horacio Heredia
- Délfor Medina ... Mozo
- Vicente La Russa
- Raúl Florido ... González
- Alberto Irízar ... Sereno del hotel alojamiento
- Selva Mayo ... Vendedora de la juguetería
- Juan Verdaguer
- Juan Alberto Badía
- Arturo Bonín ... Empleado de aeropuerto
- Lita Landi ... Madre de Filomena

## Comentarios
Carlos Morelli dijo en Clarín:

«Su libro cumple la doble nada común hazaña de ser original, empleando sólo personajes, situaciones y escenarios adscriptos a la más implacable rutina…y  de convocar a la carcajada mediante el gag simple pero invariablemente  remitido a una astuta planificación.»

La Razón opinó:

«Enredos, confusiones y mucha picardía.»

Manrupe y Portela escriben:

«Comedia multiestelar como tantas otras, de cierta efectividad. Fue prohibida, cortada y finalmente estrenada.»